# Джанет Еванович
Джанет Еванович (на английски: Janet Evanovich), с рожд. име Джанет Шнайдър (Janet Schneider), е американска писателка на романтична и хумористично-криминална литература.

## Биография
Джанет Еванович е родена на 22 април 1943 г. в Соут Ривър, Ню Джърси, САЩ. След дипломирането си в гимназията на Соут Ривър, учи четири години в Колежа по изкуствата в Ню Брънзуик към Университета „Рутгерс“. Мъките ѝ по прехвърлянето на церебралните вълнения върху грундираното платно не завършват успешно. През 1964 г. се омъжва за съпруга си Пит Еванович, който е от сръбско потекло.
Когато става майка, Джанет избира да бъде домакиня. През тридесетте си години, в свободното си време, започва да пише, като се на това с времето. В продължение на десет години тя се опитва да напише „големия американски роман“, завършва три ръкописа, но не може да ги продаде. Предлагат ѝ да опита да пише романтични романи, и тя завършва два, изпраща ги за публикуване, но не получава одобрение. Еванович спира да пише и започва работа с агенция за временна заетост като секретарка.
Тогава обаче, след четири месеца, получава предложение за закупуване на единия от ръкописите за сумата от $2000, която тя счита тогава за „поразителна“ сума. Романът Hero at Large е публикуван през 1987 г. в категорията „Втори шанс на любовта“ на издателството Bantam Loveswept под псевдонима Стефи Хол (Steffie Hall). Следващите пет години тя продължава да пише романтични романи за издателството под собственото си име. Работата и в този жанр я научава да създава симпатични и атрактивни герои, а романите и стават известни с хумора си. Тя смята, че „е много важно да се използва комичния подход, и ако можем да се посмеем на нещо, да го кажем.“
След завършване на дванадесетия си романтичен роман Еванович разбира, че е по-интересно да пише за екшън сцените в романите си, отколкото за любовните. Нейните издатели обаче не съгласни и затова тя прекарва единадесет месеца, за да формулира творческите си планове. Тя бързо решава, че ще пише романтични приключенски романи. В тях разказът ще бъде в първо лице, с чувство за семейството и обществото, с модел подобен на ТВ сериалите, в които има главен герой, а останалите персонажи ще се въртят около него. Вдъхновена от филма на Робърт Де Ниро „Среднощен ездач“, Еванович решава, че нейната героиня ще бъде „ловец на глави“, защото ще ѝ дава по-голяма свобода на писане, тъй като ловците на глави не се съобразяват с работен график и не са принудени да носят униформа, и е „романтична до известна степен“. За да се запознае с тази дейност Еванович прекарва голяма част от времето си в проучване на правоохранителните органи и дейности, стрелбата, жаргона и град Трентън, мястото на действието.
В края на втората година от започването на този проект, през 1994 г. е публикувано първото „весело“ приключение One for the Money („Стефани Плъм или Г-ца 10%“), в който се появява героинята Стефани Плъм, продавачка на бельо от Трентън, Ню Джърси, която става „ловец на глави“, за да свърже двата края, след като губи работа си. Романът е обявен от критиката за забележителен. Еванович продължава да пише пише романтични приключения с участието на Стефани Плъм и шестият и роман Hot Six („Пет за четири“) достига № 1 на бестселърите на „Ню Йорк Таймс“. Романите и стават рядка смесица на криминале, романтика, секс и хумор. За героите си тя копира много от собствените си черти и преживявания, и тези на роднините си. Романите за Стефани Плъм са в челото на класациите. С първия роман One for the Money през 2012 г. започва и филмографията на серията.
През 1995 г. семейството се премества в Ню Хемпшир, в голяма къща на хълм, недалеч от Dartmouth College, с голям двор и с хубава гледка към долината на река Кънектикът. Там по-късно основават компания Evanovich Inc, в която работят всички членове на семейството, включително съпругът и Пит (управител), синът и Питър (финансов директор), дъщеря ѝ Александра (реклама и уебсайт), и зет и П. Хелър. Семейството има и друга къща във Флорида, където живеят през зимата.
През 1988 г. Еванович започва да пише в съавторство с Шарлот Хюз, която има идеи, но няма време за тях. Резултатът е серията Full, действието, на която се развива в Бомонт, Южна Каролина с герои Джейми Суифт и Максимилиан (Макс) Холт, които се срещат във втората книга.
Друга серия самостоятелни романтични романи е с героя Елси Хокинс, пенсионера, който не се дава на никого, и каращ своя никога не повреждащ се светлосин Кадилак.
През 2004 г. Еванович стартира серията „Барнаби“ с романа „Метро гърл“ (Metro Girl), чийто дебют се нарежда под № 2 в списъка на бестселърите на „Ню Йорк Таймс“. Героинята в романите е автомонтьорката Александра Барнаби, която е влюбена в Сам Хукър, хедонистичен водач в НАСКАР в южните американски щати.
През 2010 г. Еванович издава книгата „Зъл апетит“ (Wicked Appetite) даваща начало на нова серия с Дийзъл, герой от серията за Плъм, и сладкарката Лизи Тъкър, която, за разлика от Стефани Плъм, може да готви. Дийзъл и Лизи търсят първия от седемте камъни на силата, символизиращи всеки един от седемте смъртин гряха. Камъкът „апетит“ въплъщава греха на лакомията. Действието се развива в Салем, Масачузетс.
Джанет Еванович е неуморна писателка. След здравословната си закуска тя пише по осем часа на ден, а през уикендите – по четири часа. За всяка от книгите си тя съставя кратко изложение, което включва с по няколко изречения какво ще се случи във всяка една глава. При пускането на всяка нова книга Еванович прави обиколка и се среща с около 2000 – 3000 фенове, като дава на всеки автограф. Започвайки от третата книга заглавията на романите и са избрани от феновете чрез конкурс, провеждан всяка година от 1 май до 31 август.
Джанет обича да чете книги (Аманда Куик, Нора Робъртс, ...) и комикси, да гледа романтични комедии („27 рокли“, ...), да поиграе с кучето Оли и да нахрани папагала Ида (който е мъжки), и да се „дрогира“ с чипс.

## Произведения

### Поредица „Стефани Плъм“
1. One for the Money (1994)
„Стефани Плъм или Г-ца 10%“
2. Two for the Dough (1996)
3. Three to Get Deadly (1997) - награда „Сребърен кинжал“
4. Four to Score (1998)
5. High Five (1999)
„Десетте Божи заповеди“
6. Hot Six (2000)
„Пет за четири“
7. Seven_Up Seven Up (2001)
„Стефани Плъм или случаят с пенсионирания мафиот“
8. Hard Eight (2002)
9. Visions of Sugar Plums (2002)
10. To the Nines (2003)
11. Ten Big Ones (2004)
„Право в десетката“
12. Eleven on Top (2005)
13. Twelve Sharp (2006)
14. Plum Lovin' (2007)
15. Lean Mean Thirteen (2007)
16. Plum Lucky (2008)
17. Fearless Fourteen (2008)
18. Plum Spooky (2009)
19. Finger Lickin' Fifteen (2009)
20. Sizzling Sixteen (2010)
21. Smokin' Seventeen (2011)
22. Explosive Eighteen (2011)
23. Notorious Nineteen (2012)
24. Takedown Twenty (2013)
25. Top Secret Twenty-One (2014)
26. Tricky Twenty-Two (2015)
27. Turbo Twenty-Three (2016)
28. Hardcore Twenty-Four (2017)

### Поредица „Лизи и Дийзъл“
1. Wicked_Appetite Wicked Appetite] (2010)
2. Wicked Business (June 19, 2012)

### Поредица „Барнаби и Хукър“
1. Metro Girl (2004)
2. Motor Mouth (2006)
3. Trouble Maker 1 (2010) комикс
4. Trouble Maker 2 (2010) комикс

### Любовни романи
под псевдонима Стефи Хол
- Hero at Large (1987)
- Thanksgiving (1988)
- The Grand Finale (1988)
- Manhunt (1988)
- Ivan Takes a Wife (1988)
- Foul Play (1989)
- Back to the Bedroom (1989)
- Smitten (1990)
- Wife for Hire (1990)
- Rocky Road to Romance (1991)
- Naughty Neighbor (1992)
- Love Overboard (2005)

### серия „Пълен“ (Full, Макс Холт), в съавторство сШарлот Хюз
1. Full House (1989)
2. Full Tilt (2003)
3. Full Speed (2003)
4. Full Blast (2004)
5. Full Bloom (2005)
6. Full Scoop (2006)

### Поредица „Топло“ (Hot, Кейт Мадиган), в съавторство сЛейни Банкс
- Hot Stuff (2007)

### в съавторство сДориан Кели
- Love in a Nutshell (2012)
- The Husband List (2013)

### Поредица  „О'Хеър и Фокс“ (O'Hare and Fox) – сЛий Голдбърг
1. The Heist (2013)
2. The Chase (2014)

- Pros and Cons (2013)

### Документална литература
- How I Write (2006)